# Racionais MC's - Das Ruas de São Paulo pro Mundo
Racionais MC's - Das Ruas de São Paulo pro Mundo é um documentário brasileiro de 2022 produzido por Preta Portê Filmes com direção de Juliana Vicente.

## Sinopse
O documentário dos Racionais MC's, o grupo mais influente do rap nacional, mostra a origem e a ascensão do grupo formado por Mano Brown, KL Jay, Ice Blue e Edi Rock. Produzido pela Preta Portê Filmes, o filme de Juliana Vicente traz cenas inéditas gravadas ao longo dos mais de 30 anos de carreira, além de entrevistas exclusivas, e reforça o impacto e o legado dos músicos, desde os primeiros shows nas ruas de São Paulo.Gravado ao longo de trinta anos, o documentário do Racionais MC's segue o grupo mais influente do rap nacional, desde sua criação.